# Hagalaz' Runedance
1996 - 2001. Um projeto musical gravado e escrito por Andrea Haugen, também conhecida como Nebelhexë. O projeto era focado principalmente nos mitos e tradições mágicas, particularmente nos mistérios das Deusas das culturas do Norte da Europa.
Hagalaz’ Runedance se tornou muito popular, até mesmo alcançando popularidade comercial e tendo destaque na Alemanha. Ela brinca que seu sucesso é devido à febre de O Senhor dos Anéis e à "Onda Viking" que passa pelo mundo hoje em dia. Mas ela certamente guarda a chama do paganismo.
Por favor leia mais sobre suas músicas, escritos e projetos de arte no seu site oficial ou no myspace (linkados abaixo).

## Discografia

### Nebelhexë
- Dead Waters (CD, em breve)

- Essensual (CD, 2006)

- Laguz, Within The Lake (CD, 2004)

### Hagalaz’ Runedance
- Frigga’s Web (CD/LP, 2002)

- Volven (CD/LP/Picture Disc, 2000)

- Urd - That Which Was’ (MCD/Picture Disc, 1999)

- The Winds That Sang of Midgard’s Fate (CD, 1998)

### Aghast
- ‘Hexerei Im Zwielicht Der Finsternis’ (CD/PD, 1994)

### Videos
- Underworld (Nebelhexë, 2006)

- Wake To Wither (Nebelhexë, 2003)

- Torture is no Culture (Shortfilm,2007)

### Como convidada
- The Principle of Evil Made Flesh, Cradle Of Filth (1993)

- Nemesis Divina, Satyricon (1996)

## Ligações Externas
Site oficial
MySpace Nebelhexe
MySpace Official Hagalaz' Runedance